# Pennisetum pseudotriticoides
Pennisetum pseudotriticoides là một loài thực vật có hoa trong họ Hòa thảo. Loài này được A.Camus mô tả khoa học đầu tiên năm 1947.